# Razón Pública
Razón Pública es una publicación digital de la Fundación Razón Pública destinada al análisis de la realidad colombiana. Elaborada por intelectuales, académicos y expertos de reconocimiento nacional e internacional por su compromiso con lo público y por la independencia de sus opiniones, esta publicación pretende, desde su inauguración en julio de 2008, ofrecer un espacio de convergencia donde el ‘saber educado’ se encuentre con la ‘opinión influyente’.
Todos los contenidos publicados son de consulta gratuita y pueden ser utilizados con la debida referencia. Pueden utilizarse en los medios masivos de comunicación como fuentes especializadas o en la academia como material pedagógico.

## Consejo editorial
La publicación digital Razón Pública nace el 7 de julio de 2008 auspiciada por la Fundación Razón Pública, una organización constituida por analistas colombianos. La Revista es Dirigida por Hernando Gómez Buendía y la Subdirección Ejecutiva de María Victoria Duque.
El Consejo Editorial está compuesto por 33 analistas: Rodolfo Arango Rivadeneira, Paul Bromberg Zilberstein, Eduardo Cifuentes Muñoz, Gustavo de Roux Rengifo, Darío Fajardo Montaña, Luis Jorge Garay Salamanca, Ricardo García Duarte, Jorge Iván González Borrero, César González Muñoz, Fernán González S. J., José Gregorio Hernández Galindo, José Fernando Isaza,David Jiménez Panesso, Salomón Kalmanovitz Krauter, Rocío Londoño Botero, Medófilo Medina Pineda, Armando Montenegro Trujillo, Jorge Orlando Melo, Marco Palacios Rozo, Socorro Ramírez, Juan Camilo Restrepo Salazar, Manuel Rodríguez Becerra, Juan Gabriel Tokatlian, Francisco Elías Thoumi, Carmenza Saldías Barreneche, Alfredo Sarmiento Gómez, Álvaro Sierra Restrepo, Florence Thomas, Elisabeth Ungar Bleier y César Vallejo Mejía.